# Lacerta strigata
Lacerta strigata là một loài thằn lằn trong họ Lacertidae. Loài này được Eichwald mô tả khoa học đầu tiên năm 1831.